# Шаимское нефтяное месторождение
Шаимское нефтяное месторождение — месторождение нефти, находится в Кондинском районе Ханты-Мансийского автономного округа, в западной части Кондинского нефтегазоносного района Приуральской нефтегазоносной области. Открыто в 1960 году, дав первый в Западно-Сибирском нефтегазовом бассейне фонтан промышленной нефти дебитом 400 тонн в сутки. Это ознаменовало начало большой тюменской нефти, которая обеспечивает две трети добычи в России.

## История открытия
Поиски нефти в Кондинском районе Тюменской области начались сразу после войны, в 1947 году. Геолого-поисковые работы, которые до начала 1950-х годов носили маршрутный характер, активизировались после открытия газа в Берёзово в 1953 году.
Летом 1956 года гравиразведочная партия под руководством Василия Федоровича Блохинцева выполнила детализационные работы в Шаимской тайге, через год была пробурена опорная скважина, показавшая перспективность площади. Сейсморазведочная партия А.Е Черепанова выполнила работы по 4-километровому профилю в русле реки Конда и выделила Шаимский прогиб.
Поздней осенью 1958 года партия В. А. Гершаника отправилась в Шаим для проведения сейсмической съёмки. На борту баржи, которую буксир притащил уже по застывающей Конде, находилось 70 человек и караван из 8 тракторов, 10 балков и две сейсмостанции. К месту высадки плыли 12 дней. Геологоразведочные и сейсмические работы в пределах Нахрачинской и Мулымьинской площадей зимой 1958—1959 годов выявили в центральной части Шаимского вала Трёхозерное и Мулымьинское локальные поднятия.
Начальник «Главтюменьгеологии» Ю. Г. Эрвье принял решение направить в этот район из Приуральской комплексной геологоразведочной экспедиции, базировавшейся в городе Тавда Свердловской области, бригаду С. Н. Урусова. Как вспоминал Урусов, при получении этого известия бригада разделилась: бурильщики не захотели уезжать из обустроенного города Тавда в тайгу. В итоге в Шаим гидросамолётом вылетели 11 человек, которые приводнились на приток реки Конды летом 1959 года. Бригада прибыла в посёлок леспромхоза Мулымья, где члены буровой бригады пошли по домам снимать углы, по одному-два человека. Всех бывших помощников бурильщика поставили бурильщиками, а в помощники бурильщика набрали местных.
Условия работы были суровыми. Только один караван с оборудованием и техникой для буровой смог пройти в 1959 году по Иртышу и Конде из Ханты-Мансийска, а второй из-за раннего ледостава в устье Конды пришлось вернуть. Некоторые самые необходимые материалы доставляли самолётами АН-2 на посадочную площадку, которую раскорчевали на окраине посёлка Ушья. Жилые и рабочие вагончики (балки), санное оборудование и многое другое пришлось изготавливать на месте, при поддержке Мулымьинского леспромхоза, снабжавшего древесиной. Дизельные моторы для буровых доставляли по железной дороге из Тюмени на перевалочную базу Сосьва, где перегружали на автомашины, чтобы по зимникам отвезти в Шаимскую экспедицию.
25 сентября 1959 года Мулымьинская поисковая скважина Р-2 вблизи села Ушья дала приток нефти дебитом около одной тонны в сутки, что стало предвестником открытия промышленных запасов нефти. Дебит следующей скважины Р-7, пробурённой в апреле 1960 года на Мулымьинской площади, составил 10-12 тонн в сутки. Керны и каротажные диаграммы руководитель Шаимской геологоразведочной экспедиции М. В. Шалавин вместе с геофизиком В. А. Ирбэ отвозили на перекладных — вертолётах, автотранспортом, поездом в Тюмень, в адрес Ю. Г. Эрвье, только в Тюмени принималось решение о спуске обсадной колонны. 13 июня 1960 года бурение скважины Р-6 было закончено. Проходку на глубину 1523 метра совершили за 18 дней. 17 июня началась перфорация, 18 июня скважина зафонтанировала.
Бурильщик Алексей Распопов рассказывал, что на скважине Р-6 подготовительные работы велись двое суток, после чего бурильщики ушли на выходные, в деревню Мулымья. Дотуда донёсся гул со скважины, когда пошла нефть. В. А. Ирбэ вспоминал, что после перфорации обсадной колонны на Р-6 начальник экспедиции М. В. Шалавин несколько раз открывал задвижку и визуально определял дебит нефти, пока не убедился в её промышленном количестве. Но и после этого он дал засекреченную радиограмму в Тюмень на азербайджанском языке: «Ики юз али — уч юз». Поскольку и он, и Эрвье ранее работали на Кавказе, им обоим был понятен перевод: скважина даёт 250—300 тонн в сутки. Они не хотели раньше времени хвастаться открытием, пока не убедились в нём сами. И это было сделано, когда в Шаим прилетели Ю. Г. Эрвье и академик А. А. Трофимук.
Так в Шаимской геологоразведочной экспедиции нашли первую в Западной Сибири промышленную нефть. Первым об этом сообщил журналист Ханты-Мансийской окружной газеты «Ленинская правда» Борис Прибыльский, который привёз в редакцию пробирку с шаимской нефтью.

## Геология
В тектоническом отношении Шаимская структура представляет собой брахиантиклиниальную складку неопределённой конфигурации, осложнённую двумя куполами — Мулымьинским и Трёхозерным.
Шаимская нефть характеризуется сравнительно невысоким удельным весом — 0,819—0,843, низким содержанием серы — 0,29—0,47, значительным содержанием асфальто-смолистых веществ (смол силикагелевых 6,3 %, асфальтенов 0,8 %). Содержание парафина составляет 2,43—3,9 % при температуре плавления 55 °С. Выход лёгких фракций после перегонки нефти — 50 %.
Месторождение по строению относится к достаточно сложным, а по запасам — к небольшим.